# Esposizione mondiale di New York (1964)
L'esposizione mondiale di New York 1964 (in inglese New York World's Fair 1964) si tenne a Flushing Meadows Park, nel borough newyorkese di Queens, lo stesso sito in cui si tenne l'esposizione universale del 1939.
Si svolse dal 2 aprile 1964 fino al 17 ottobre 1965 ma non è riconosciuta dall'Ufficio internazionale delle esposizioni.

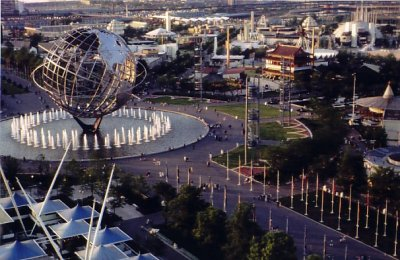
Visione della fiera

## Partecipanti
Malgrado l'ufficio internazionale delle esposizioni non approvò la fiera (chiedendo ai suoi Paesi membri che non vi partecipassero), vari Stati decisero di prendervi parte comunque. Di seguito una lista dei paesi partecipanti.
La partecipazione alla fiera fu dominata da stati e imprese degli Stati Uniti. L'assenza di Canada, Australia, Unione Sovietica e vari paesi europei ne oscurò l'immagine.
| Paesi partecipanti | Paesi partecipanti | Paesi partecipanti | Paesi partecipanti |
| ------------------ | ------------------ | ------------------ | ------------------ |
| Alto Volta         | Austria            | Belgio             | Birmania           |
| Brasile            | Burundi            | Camerun            | Ciad               |
| Rep. del Congo     | Congo-Léopoldville | Corea del Sud      | Costa d'Avorio     |
| Costa Rica         | Dahomey            | Danimarca          | Ecuador            |
| Rep. Araba Unita   | El Salvador        | Spagna             | Stati Uniti        |
| Impero d'Etiopia   | Filippine          | Gabon              | Ghana              |
| Grenada            | Grecia             | Guatemala          | Guinea             |
| Honduras           | Hong Kong          | India              | Indonesia          |
| Iran               | Giappone           | Giordania          | Kenya              |
| Libano             | Liberia            | Lussemburgo        | Madagascar         |
| Malaysia           | Malawi             | Marocco            | Mauritania         |
| Messico            | Monaco             | Nicaragua          | Niger              |
| Nigeria            | Norvegia           | Pakistan           | Panama             |
| Rep. Centrafricana | Ruanda             | Senegal            | Sierra Leone       |
| Somalia            | Sudan              | Svezia             | Svizzera           |
| Thailandia         | Taiwan             | Tanzania           | Togo               |
| Trinidad e Tobago  | Turchia            | Uganda             | Città del Vaticano |
| Venezuela          | Zambia             |                    |                    |